# 戴維·卡達赫特
戴維·卡達赫特（英語：David Calderhead，1864年6月19日—1938年1月9日）是一位蘇格蘭足球運動員，後來成為著名球會車路士的領隊。

## 球員生涯
卡達赫特是一名中路防守球員，效力過多支球隊，包括鄧弗里斯的南部皇后。他在1889年唯一一次代表蘇格蘭上陣，在埃布羅克斯球場的英國本土四角錦標賽以7-0擊敗愛爾蘭，吸引了諾士郡向他招手，他在諾士郡兩度出戰英格蘭足總杯決賽。
在1891年，托馬斯·米切爾（Thomas Mitchell）領軍的以3-1擊敗了諾士郡。卡達赫特在1894年終於一嘗奪冠滋味，他們以4-1擊敗了。

## 執教生涯
卡達赫特在1900年接任林肯城的主帥，他在1906年至1907年的足總杯第一圈帶領球隊擊敗車路士，令這家倫敦西部的球會董事會眼前一亮，並在稍後委任他為領隊。效力林肯城的諾里·費爾格雷（Norrie Fairgray）也在同年轉投車路士。
卡達赫特是車路士第一位全職秘書主帥，他在車路士執教了接近26年，成為球會在職時期最長的領隊。在這段時間，球隊經歷了兩次降級，第一次發生在1919年至1920年，其後以乙級聯賽亞軍的成績重返頂級聯賽。
卡達赫特在1915年帶領車路士闖進足總杯決賽，在第一次世界大戰的陰霾下，他們在奧脫福球場以0-3不敵。此後，他再帶領球隊兩度進入足總杯半決賽，他們在1919年至1920年有機會奪得國內的雙料冠軍，但他們在甲級聯賽只能取得第三名，奪得足總杯的希望也被粉碎。
第二次降級發生在1923年至1924年，威利·弗格森（Willie Ferguson）、湯米·羅（Tommy Law）及安德魯·威爾遜（Andrew Wilson）效力的這支球隊在接下來的數年都與升級擦身而過，最終在1929年至1930年才獲得升級資格。
卡達赫特以厭惡傳媒見稱，有「的斯芬克斯」的外號，但他並不怕花費巨額轉會費羅致星級射手（特別是蘇格蘭同胞），將休吉·加拉赫（Hughie Gallacher）、亞歷克斯·傑克遜（Alex Jackson）及亞歷克·切恩（Alec Cheyne）等球員引進到史丹福橋球場。雖然球隊的陣容豪華，但獎杯卻難以奪得。球隊在1931年至1932年再打進足總杯半決賽，神勇的湯米·朗（Tommy Lang）為打進了兩球，即使加拉赫扳回一球也逃不過出局的命運。
卡達赫特在車路士指揮了966場比賽，至今仍是一項紀錄。他在1933年6月離開了球會，其職位由萊斯利·奈頓（Leslie Knighton）取代。他在五年後於倫敦逝世，享年73歲。
卡達赫特的兒子也叫戴維，曾經在父親執教下的車路士效力，後來執教林肯城。

## 註腳
1. ↑  （英文）. Queen of the South FC - Official Website.   [2012-07-23]. （原始内容存档于2018-09-23）.
2. 1 2 3 4 5 6 7 8 9  （英文）. Queen of the South FC - Official Website.   [2012-07-23]. （原始内容存档于2012-04-02）.
3. ↑  （英文）. 11v11 match report.   [2012-07-23]. （原始内容存档于2016-03-04）.
4. ↑  （英文）. 11v11 match report.   [2012-07-23].
5. ↑  （英文）. 11v11 match report.   [2012-07-23]. （原始内容存档于2020-11-22）.
6. ↑  （英文）. 11v11 match report.   [2012-07-24].